# Olympische Sommerspiele 2000/Teilnehmer (Malawi)
| Gelbes Symbol für Goldmedaillen mit stilisierten Olympischen Ringen | Graues Symbol für Silbermedaillen mit stilisierten Olympischen Ringen | Braundes Symbol für Bronzemedaillen mit stilisierten Olympischen Ringen |
| ------------------------------------------------------------------- | --------------------------------------------------------------------- | ----------------------------------------------------------------------- |
| —                                                                   | —                                                                     | —                                                                       |

Malawi nahm an den Olympischen Sommerspielen 2000 in der australischen Metropole Sydney mit zwei Athleten, einer Frau und einem Mann, teil.
Seit 1972 war es die sechste Teilnahme Malawis an Olympischen Sommerspielen. 

## Flaggenträger
Der 1500-Meter-Läufer Francis Munthali trug die Flagge Malawis während der Eröffnungsfeier im Stadium Australia.

## Teilnehmer nach Sportart

### Leichtathletik
- Catherine Chikwakwa
Frauen, 5000 m: in der 1. Runde ausgeschieden (16:39,82 min)
- Francis Munthali
Männer, 1500 m: in der 1. Runde ausgeschieden (3:46,34 min)